# Холистър (Калифорния)
Холистър (на английски: Hollister) е окръжен център на окръг Сан Бенито в щата Калифорния, Съединените американски щати.
Има население от 38 404 жители (по приблизителна оценка от 2017 г.) и обща площ от 17 км² (6,6 мили²).
Холистър е основан на 19 ноември 1858 г. Градът е наречен на Уилям Холистър – калифорнийски управител на ранчо и предприемач.